# Ianuarie 2016
Acest articol este generat integral pe baza informațiilor din articolul 2016 și este actualizat periodic de un robot.
 Editările făcute în articol vor fi șterse la următoarea actualizare! Dacă doriți să faceți modificări, editați articolul-sursă.

ianuarie -
februarie -
martie -
aprilie -
mai -
iunie -
iulie -
august -
septembrie -
octombrie -
noiembrie -
decembrie
Ianuarie 2016 a fost prima lună a anului și a început într-o zi de vineri.

## Evenimente

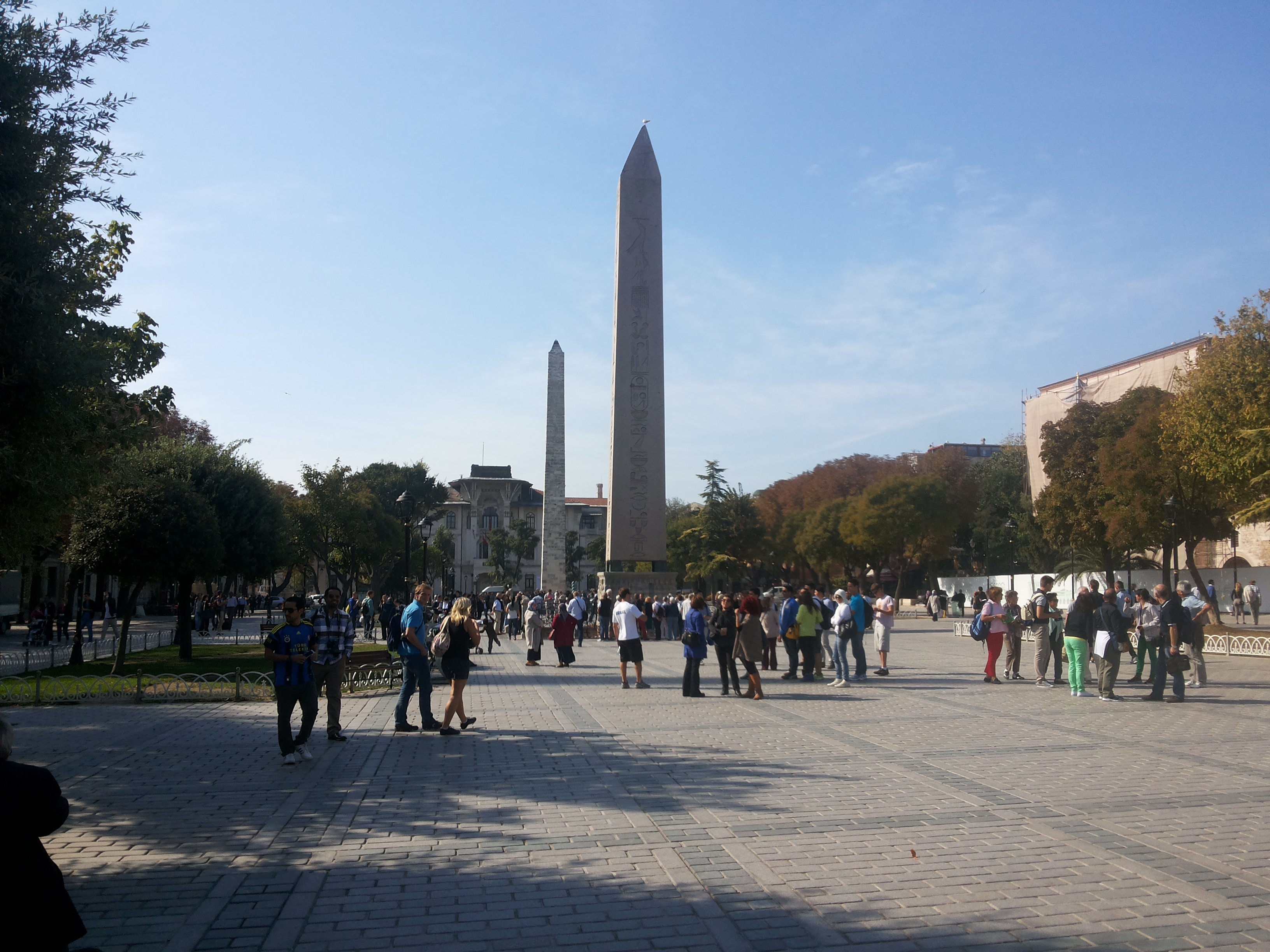
12 ianuarie: Atentatul de la Istanbul din 2016

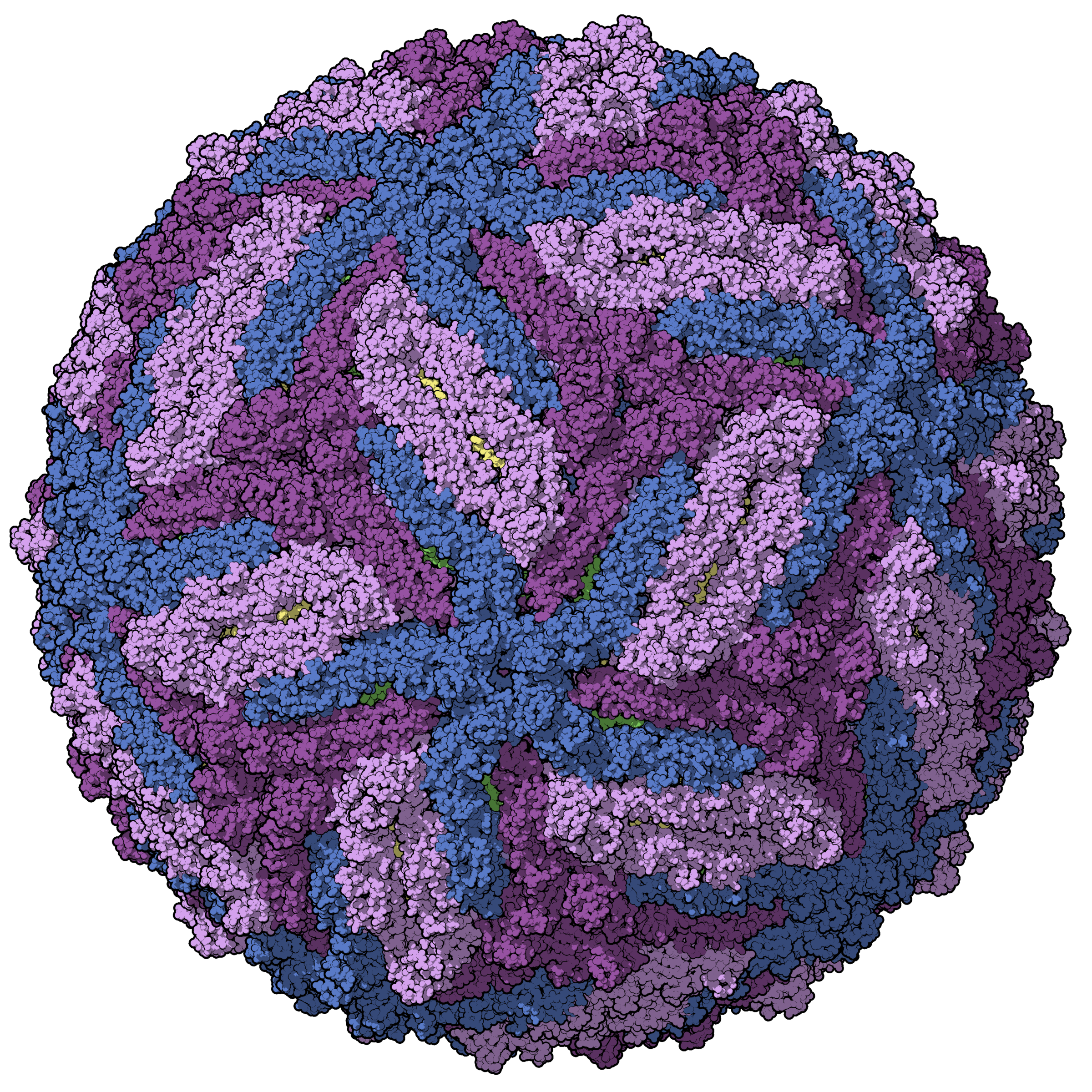
27 ianuarie: Primele cazuri în Europa cu Virusul Zika au fost raportate în Danemarca, Italia, Spania, Marea Britanie și Elveția.

- 1 ianuarie: Olanda a preluat președinția semestrială a Consiliului Uniunii Europene de la Luxemburg.
- 1 ianuarie: Acordul de liber schimb dintre Ucraina și Uniunea Europeană a intrat în vigoare la 1 ianuarie, dată la care a început și embargo-ul impus de Rusia produselor alimentare din Ucraina. Acordul de liber schimb a fost semnat în iunie 2014, el face parte din tratatul de asociere Ucraina-Uniunea Europeană, și a dus la deteriorarea drastică a relațiilor dintre Moscova și Kiev.
- 1 ianuarie: Începînd cu 2016 în Ucraina în loc de pașaportul de cetățean al Ucrainei vor fi eliberate Cărți de identitate (ID-card) din plastic, care vor înlocui pașaportul intern.
- 1 ianuarie: Ucraina, Egipt, Senegal, Uruguay și Japonia au fost alese membre nepermanente în Consiliul de Securitate al ONU, pentru perioada 2016-2017.
- 2 ianuarie: Arabia Saudită l-a executat pe imamul șiit Nimr al-Nimr alături de alți 46 de oameni pentru rolul lor în protestele din Arabia Saudită din 2011–2012.  Arabia Saudită și-a asumat astfel riscul de a escalada periculos războiul dintre șiiți și suniți în lumea arabă.
- 3 ianuarie: Gruparea jihadistă Statul Islamic (SI) a amenințat Marea Britanie într-o nouă înregistrare video a execuției a cinci "spioni".
- 3 ianuarie: Donald Trump, candidatul republican la alegerile prezidențale americane, a declarat că președintele Barack Obama și democrata Hillary Clinton au fondat rețeaua teroristă Stat Islamic (SI).
- 4 ianuarie: China a oprit luni tranzacționarea acțiunilor, după activarea unui mecanism destinat să prevină volatilitatea, în urma declinului cu peste 7% al indicelui CSI 300 (care cuprinde acțiunile listate la bursele din Shanghai și Shenzhen).
- 4 ianuarie: Gazprom a oprit achizițiile de gaze naturale din Turkmenistan în baza unui contract semnat în 2003, timp de 25 de ani.
- 4 ianuarie: Arabia Saudită, Bahrain și Sudan rup relațiile diplomatice cu Iranul
- 6 ianuarie: Testul nuclear nord-coreean din 2016, primul test de bombă cu hidrogen efectuat de Coreea de Nord.
- 10 ianuarie: Premiile Globul de Aur: The Revenant de Alejandro González Iñárritu și The Martian de Ridley Scott, au fost desemnate cel mai bun film-dramă, respectiv cel mai bun film-comedie, la cea de-a 73-a gală a premiilor Globul de Aur, care a avut loc la Los Angeles.
- 11 ianuarie: Lionel Messi își adjudecă pentru a cincea oară Balonul de Aur.
- 12 ianuarie: Cel puțin 11 persoane au fost ucise și alte 15 rănite într-un atentat cu bombă la Istanbul. Atentatul a fost revendicat de Statul Islamic (IS).
- 13 ianuarie: Președintele Republicii Moldova, Nicolae Timofti, a respins propunerea de a-l desemna pe controversatul om de afaceri Vladimir Plahotniuc pentru funcția de prim-ministru.
- 14 ianuarie: La alegerile prezidențiale din Taiwan, Tsai Ing-wen a ieșit câștigătoare în fața actualului președinte Ma Ying-jeou, fiind prima femeie președinte al acestui stat (funcție pe care o va prelua începând cu 20 mai 2016).[1]
- 14 ianuarie: Atentate sinucigașe și atacuri cu armă coordonate într-un cartier central din Jakarta care s-au soldat cu două victime și peste 20 de răniți. Cei cinci atacatori ISIS au fost de asemenea uciși în aceste violențe. Atacul a fost revendicat de Statul Islamic (SI).
- 15 ianuarie: Atac armat asupra unui hotel și a unui restaurant frecventate de occidentali în capitala Burkina Faso, Ouagadougou. Atacul, care a făcut 28 de victime și peste 58 de răniți, a fost revendicat de Gruparea jihadistă Al Qaida în Maghrebul Islamic.
- 16 ianuarie: Europa și Statele Unite au ridicat toate sancțiunile impuse Iranului legate de programul nuclear în conformitate cu acordul nuclear încheiat pe 14 iulie 2015.[2]
- 18 ianuarie: NASA a făcut publică o fotografie cu prima floare care a crescut în spațiu, pe Stația Spațială Internațională (ISS). Este prima oară când înfloresc plante în afara atmosferei terestre. Este vorba de cârciumărese (Zinnia elegans) comestibile.
- 20 ianuarie: Bărbați înarmați neidentificați au atacat Universitatea Bacha Khan din nord-vestul Pakistanului. Cel puțin 21 de persoane au fost ucise.[3]
- 20 ianuarie: NASA și Administrația Națională Oceanică și Atmosferică au anunțat că anul 2015 a fost cel mai cald an din istorie de la începutul înregistrărilor meteorologice în 1890.[4]
- 20 ianuarie: O echipă de cercetători de la California Institute of Technology a dedus existența potențială a unei planete noi (planeta Nouă), la marginea Sistemului Solar, care efectuează o rotație completă în jurul Soarelui într-un interval cuprins între 10.000 și 20.000 de ani.[5]
- 20 ianuarie: Republica Moldova: În urma învestirii guvernului condus de Pavel Filip, mii de persoane au protestat în fața clădirii parlamentului de la Chișinău.[6]
- 23 ianuarie: Cel puțin zece persoane au murit și peste 8.000 de curse aeriene au fost anulate, în Statele Unite, din cauza Furtunii Jonas, care a generat condiții de viscol extrem pe Coasta de Est a SUA.
- 24 ianuarie: Un cutremur cu magnitudinea inițială de 7,1 grade pe scara Richter a avut loc, în statul american Alaska, fără a genera tsunami.
- 25 ianuarie: Un cutremur cu magnitudinea de 6,3 grade Richter s-a produs în Marea Mediterană, în apropierea coastelor Spaniei, fiind resimțit în Andaluzia, de la Malaga, Granada, Jaén și până la Sevilia, dar și în enclava spaniolă Melilla.
- 25 ianuarie: Politicianul de centru-dreapta Marcelo Rebelo de Sousa a câștigat din primul tur alegerile prezidențiale din Portugalia, obținând 52% din voturi, potrivit rezultatelor parțiale.
- 26 ianuarie: România oferă Republicii Moldova un împrumut de 60 de milioane euro pentru a o ajuta la oprirea colapsului economic și pentru a o păstra pe un curs pro-european, cu condiția ca guvernul Republicii Moldova să implementeaze reforme majore. Fonduri guvernamentale au fost necesare pentru a acoperi mai mult de 1 miliard de dolari care "au dispărut" de la trei bănci din Republica Moldova în luna noiembrie 2014. În capitala Chișinău, în frig, 15.000 de persoane au protestat în 24 ianuarie față de actualul guvern și au cerut noi alegeri. Prim-ministrul Pavel Filip, care a preluat mandatul săptămâna trecută, este al 6-lea prim-ministru al țării într-un an.[necesită citare]
- 27 ianuarie: Primele cazuri în Europa cu Virusul Zika au fost raportate în Danemarca, Italia, Spania, Marea Britanie și Elveția.[7]
- 27 ianuarie: Un sistem informatic numit AlphaGo a învins campionul european la jocul de go, Fan Hui, cu 5-0. Este pentru prima dată când inteligența artificială învinge un jucător profesionist la acest joc strategic intuitiv și foarte complex.[8]

## Decese
- 2 ianuarie: George Alexandru, 58 ani, actor român (n. 1957)
- 2 ianuarie: Constantin Anton, 84 ani, profesor, autor și politician  din România (n. 1931)
- 3 ianuarie: Peter Naur, 88 ani, informatician danez (n. 1928)
- 4 ianuarie: Michel Galabru, 93 ani, actor francez (n. 1922)
- 5 ianuarie: Pierre Boulez, 90 ani, compozitor și dirijor francez (n. 1925)
- 6 ianuarie: Silvana Pampanini, 90 ani, actriță, regizoare și cântăreață italiană (n. 1925)
- 7 ianuarie: Cristian Moisescu, 68 ani, primar al Aradului (1992-1996), (n. 1946)
- 9 ianuarie: Maria Teresa de Filippis, 89 ani, prima femeie italiană, pilot auto de Formula 1 (n. 1926)
- 9 ianuarie: Angus Scrimm, 89 ani, actor și autor american (n. 1926)
- 9 ianuarie: Luminița State (n. Luminița Doina Radu), 67 ani, matematiciană română (n. 1948)
- 9 ianuarie: Helmut Stürmer, 79 ani, artist german (n. 1942)
- 9 ianuarie: Helmut Stürmer, scenograf german (n. 1942)
- 10 ianuarie: David Bowie (n. David Robert Jones), 69 ani, cântăreț, compozitor și producător britanic (n. 1947)
- 10 ianuarie: Teofil Codreanu, 74 ani, fotbalist român (n. 1941)
- 11 ianuarie: Sylvan Barnet, 89 ani, critic literar american (n. 1926)
- 12 ianuarie: Ruth Leuwerik, 91 ani, actriță germană (n. 1924)
- 12 ianuarie: Melania Ursu, 75 ani, actriță română (n. 1940)
- 14 ianuarie: Alan Rickman, 69 ani, actor britanic (n. 1946)
- 16 ianuarie: Theodor Danetti, 89 ani, actor român (n. 1926)
- 17 ianuarie: Ion Panțuru, 81 ani, sportiv român (bob), (n. 1934)
- 18 ianuarie: Glenn Frey, 67 ani, cântăreț, compozitor, actor și membru fondator al formației rock Eagles (n. 1948)
- 18 ianuarie: Mike MacDowel, 83 ani, pilot britanic de Formula 1 (n. 1932)
- 18 ianuarie: Thrisadee Sahawong, 35 ani, actor thailandez (n. 1980)
- 18 ianuarie: Michel Tournier, 91 ani, scriitor francez (n. 1924)
- 18 ianuarie: Tridsadee Sahawong, actor thailandez (n. 1980)
- 19 ianuarie: Ettore Scola, 84 ani, regizor și scenarist italian (n. 1931)
- 20 ianuarie: Ioana Citta Baciu, 80 ani, actriță română (n. 1936)
- 20 ianuarie: Edmonde Charles-Roux, 95 ani, scriitoare franceză (n. 1920)
- 20 ianuarie: Brian Key, 68 ani, om politic britanic (n. 1947)
- 22 ianuarie: Constantin Mihail, 70 ani, antrenor român (atletism), (n. 1945)
- 22 ianuarie: Miloslav Ransdorf, 62 ani, om politic ceh (n. 1953)
- 23 ianuarie: Žuži Jelinek, 95 ani, stilistă de modă, designer și scriitoare maghiară (n. 1920)
- 23 ianuarie: Elisabeta Polihroniade, 80 ani, sportivă română (șah), (n. 1935)
- 24 ianuarie: Fredrik Barth, 87 ani, antropolog și sociolog norvegian (n. 1928)
- 24 ianuarie: Marvin Minsky, 88 ani, expert american în științe cognitive din domeniul inteligenței artificiale (n. 1927)
- 26 ianuarie: Black (n. Colin Vearncombe), 53 ani, cântăreț și compozitor englez (n. 1962)
- 26 ianuarie: Aurora Dumitrescu, 83 ani, profesoară română (n. 1932)
- 27 ianuarie: Elena Negreanu, 97 ani, regizoare și actriță română (n. 1918)
- 28 ianuarie: Signe Toly Anderson, 74 ani, cântăreață americană (Jefferson Airplane), (n. 1941)
- 28 ianuarie: Paul Kantner (Paul Lorin Kantner), 74 ani, muzician american (Jefferson Airplane), (n. 1941)
- 28 ianuarie: George Kennedy, actor american (n. 1925)
- 28 ianuarie: Signe Anderson, cântăreață americană (n. 1941)
- 29 ianuarie: Jacques Rivette, 87 ani, scenarist, regizor și critic francez de film (n. 1928)
- 30 ianuarie: Frank Finlay, 89 ani, actor britanic de teatru, film și televiziune (n. 1926)
- 31 ianuarie: Miron Chichișan, 70 ani, deputat român (1992 și 1996-2000), (n. 1945)
- 31 ianuarie: Nina Stănculescu, 87 ani, scriitoare română (n 1928)